# 名古屋国際センター
名古屋国際センター（なごやこくさいセンター、Nagoya International Center, 略称：NIC）は、愛知県名古屋市中村区にある名古屋市の公共施設。名古屋地域の国際化を推進することを目的として、1984年（昭和59年）10月12日に開設された。運営は、公益財団法人名古屋国際センター。
本施設が入居する名古屋国際センタービル、名古屋国際センターホール、およびテレビ愛知が2010年（平成22年）6月23日に開局した国際センター中継局についても本ページで解説する。

## 国際センター概要
名古屋地域における国際交流の総合拠点施設として計画され、1977年（昭和52年）12月の名古屋市会における「名古屋市基本構想」議決を経て、翌年に策定された『国際文化村構想』に端を発する。

### 沿革
- 1979年（昭和54年）：国際文化村→国際文化センター に名称変更。
- 1982年（昭和57年）4月8日：泥江再開発ビル（名古屋国際センタービル）が着工し、翌年7月11日に 名古屋国際センター に名称変更。
- 1984年（昭和59年）8月1日：「財団法人名古屋国際センター」設立、法人登記。
- 同年10月12日：名古屋国際センター開設。

### 指定管理事業等
- 情報サービスコーナーの運営
- ライブラリー
  - 日本国外・日本国外関係の図書・資料・地図・ビデオ・新聞・雑誌・国際交流団体の機関紙、外国語小説等の閲覧サービス、図書貸し出しを行っている。
- 外国人向け相談
- 海外児童生徒教育相談
- 研修事業
  - 国際理解教育の推進、日本語ボランティアの育成・支援、 地域の国際化を推進するためのセミナーなどを行う。
- 国際交流・協力事業
- 国際交流に関するボランティア活動
- 外国人市民の暮らしやすいまちづくりを行う事業

※ その他、国際留学生を支援するための事業等を行っている。

### 貸し施設
- ホール（別棟『名古屋国際センターホール』、221m2）
  - 180席スクール形式 または 250席シアター形式で利用できる。小規模の講演会や演奏会が行える。
  - 別途20席の円卓会議室（1室）がある。
- 会議室
  - 第一～第六会議室（5F）
- 和室（5F）
- 展示室（4F）
  - 第一～第四展示室（第一～第三展示室はパーティションを外して一体にできる。）
- 研修室
  - 第一研修室（3F）、第二研修室（3F）、第三研修室（4F）

## 名古屋国際センタービル
愛知県名古屋市中村区那古野1丁目（泥江町〈ひじえちょう〉交差点北東角）に所在する超高層ビル。
計画名『泥江一種市街地再開発A街区』の再開発ビル（泥江再開発ビル）として建設されたもので、第17回中部建築賞に入賞している。

## エレベーター
オフィス用エレベーターは低層バンクと高層バンクに分かれており、低層バンクは東芝製、高層バンクは日立製であり、非常用エレベーターは三菱電機製となっている。オフィス用・非常用エレベーター全11基は2017年（平成29年）から順次リニューアル工事が行われていて、それは2021年（令和3年）3月にすべて完了した。エレベーター乗場の意匠更新も実施した。

### エレベーターの製品名
低層バンク（東芝製、No.1 - 5号機）
B1 - 14（5号機のみ車いす操作盤あり）
高層バンク（日立製、No.6 - 10号機）
B1 - 2・14 - 25（6号機のみ車いす操作盤あり）
非常用バンク（三菱電機製、No.11号機）
B3 - B1・1 - 26

## フロア構成
- 25・26階　中国料理店「東天紅」名古屋店（2022年12月末で閉店）
- 7 - 24階　オフィスフロア（エレベーターの乗継階は14階）
  - 大韓貿易投資振興公社名古屋貿易館
- 6 - 7階
  - 在名古屋アメリカ合衆国領事館
  - 国際連合地域開発センター
- 2 - 5階　名古屋国際センター
- 地下1階 - 1階　飲食店フロア・メインエントランス・防災センター
- 地下2階 - 地下1階　駐車場
- 地下3階　機械室

## 名古屋国際センターホール
名古屋国際センタービルに付属する別棟の多目的ホール。

### 主要諸元
- 建築面積：1,035.48m2[2]
- 竣工：1984年（昭和59年）9月30日[2]

## 国際センター中継局
TVAテレビ愛知が瀬戸デジタルタワーからの電波が届きにくい名古屋市中心部の大部分をカバーするために設置した放送用中継局。

### 中継局概要
| リモコン キーID | 放送局名       | 物理 チャンネル | 空中線電力 | ERP | 放送対象 地域 | 放送区域 内世帯数 | 偏波面   |
| --------------- | -------------- | --------------- | ---------- | --- | ------------- | ----------------- | -------- |
| 10              | TVA テレビ愛知 | 26ch            | 3W         | 40W | 愛知県        | 約264,000世帯     | 垂直偏波 |

### 放送エリア
愛知県名古屋市（中区、昭和区）の全域、並びに名古屋市（千種区、東区、西区、中村区、瑞穂区、熱田区、中川区、南区、天白区）の各一部及び清須市の極一部。

### 歴史
- 2010年（平成22年）2月10日 - 予備免許交付。
- 2010年（平成22年）4月30日 - 試験放送開始。
- 2010年（平成22年）6月23日 - 免許交付[6]。
- 2010年（平成22年）6月23日 - 放送開始。

## 交通アクセス
- 各線名古屋駅から徒歩で約7分。
  - JR・名古屋臨海高速鉄道 名古屋駅桜通口。
  - 名鉄 名鉄名古屋駅北口（地下鉄12番出口）。
  - 近鉄 近鉄名古屋駅正面口。
- 名古屋市営地下鉄桜通線 国際センター駅 直結。
- 名古屋市営バス 国際センター停留所からすぐ。